# Coloane
Pour les articles homonymes, voir Francisco Coloane.
Coloane, en mandarin 路環, est l'une des deux îles rattachées à Macao, au sud de celle de Taipa, les deux îles étant désormais soudées entre elles par les nouvelles terres aménagées de Cotai.
Administrativement, elle constitue la freguesia de São Francisco Xavier.

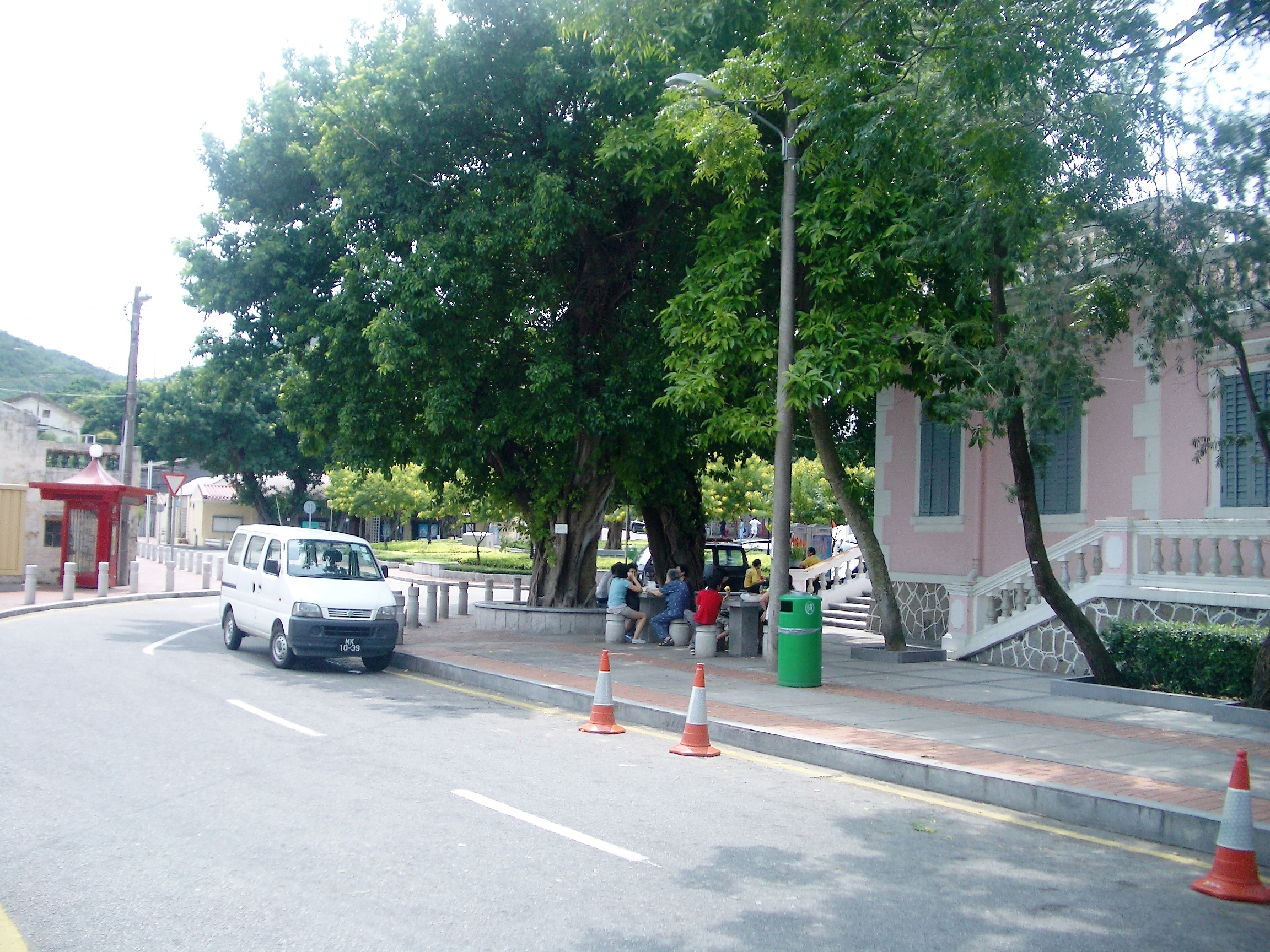
Une rue de Coloane.

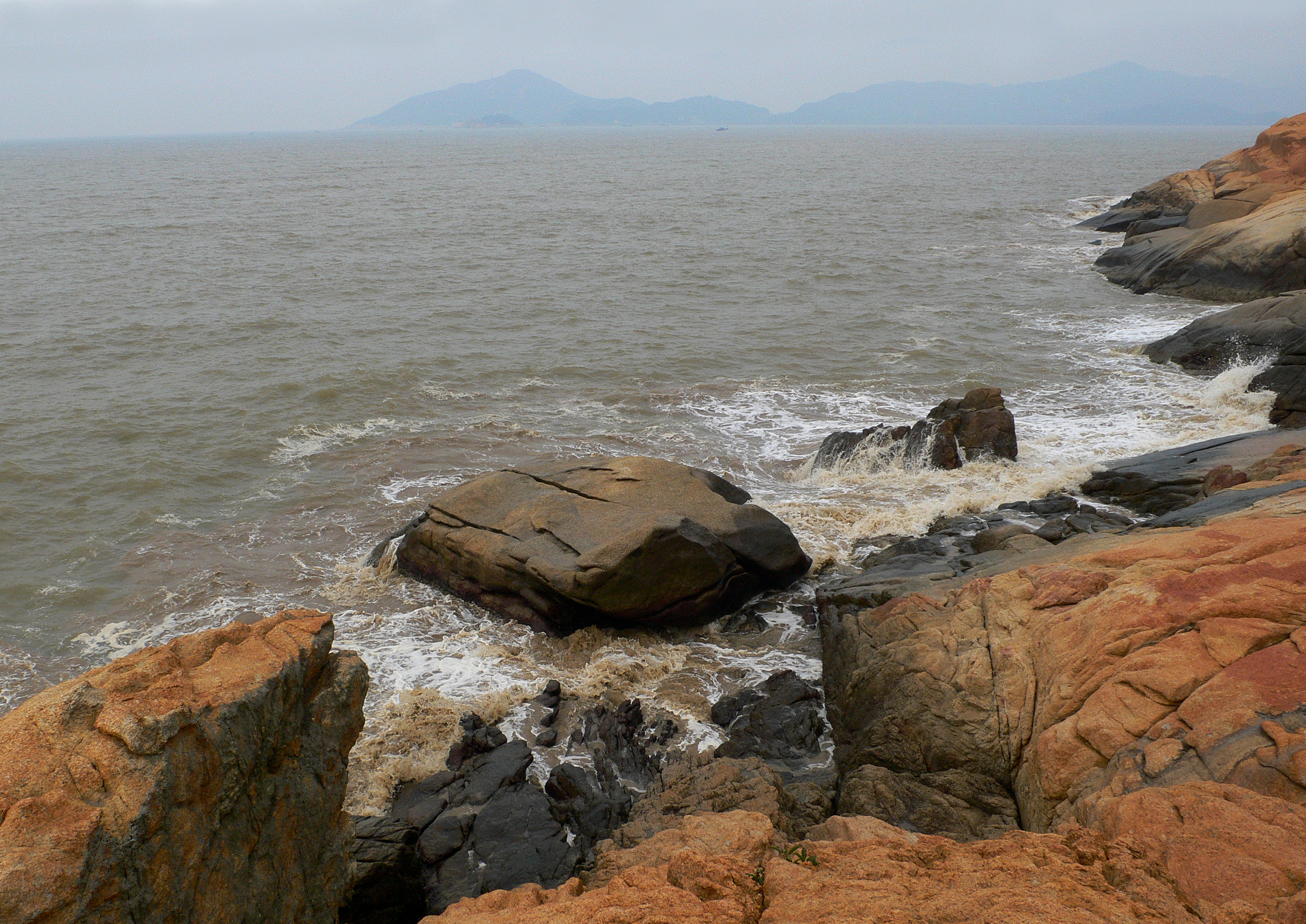
Des rochers à Coloane.